# Barjols
Barjols is een gemeente in het Franse departement Var (regio Provence-Alpes-Côte d'Azur) en telt 2414 inwoners (1999). De plaats maakt deel uit van het arrondissement Brignoles.

## Geografie
De oppervlakte van Barjols bedraagt 30,1 km², de bevolkingsdichtheid is 80,2 inwoners per km².
De onderstaande kaart toont de ligging van Barjols met de belangrijkste infrastructuur en aangrenzende gemeenten.

## Demografie
Onderstaande figuur toont het verloop van het inwonertal (bron: INSEE-tellingen).

## Externe links

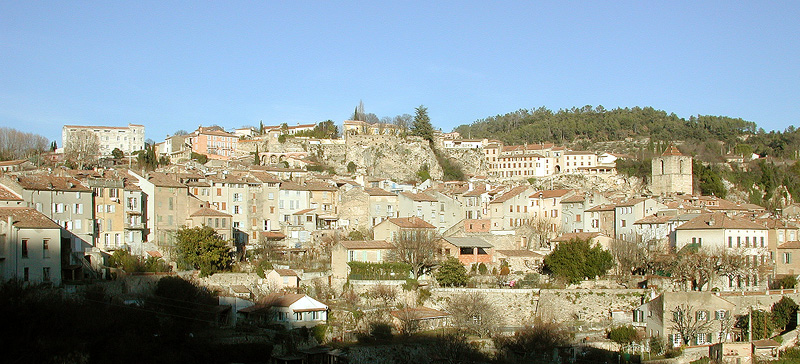
Barjols (2002)
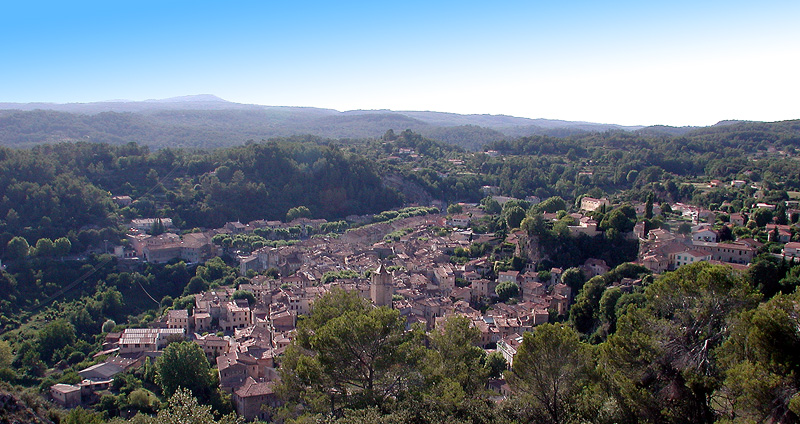
Barjols, bovenaanzicht (2002)